# Castelo de Vila Boim
O Castelo de Vila Boim localizava-se em Vila Boim, na atual freguesia de Terrugem e Vila Boim, do Município de Elvas, em Portugal.
O Castelo de Vila Boim começou a ser construído no princípio do século XVI, mais precisamente em 1505, numa altura em que o Reino de Portugal se encontrava em ativa expansão, no processo de formação do primeiro império global da história.
Durante o período da Guerra da Restauração, o Castelo foi alvo de várias modernizações adequadas à época, melhorando os seus sistemas defensivos, como de resto aconteceu com a maioria das fortificações do Alentejo durante os 28 anos de guerra que opuseram os reinos de Portugal e Espanha.
Por outro lado, o Castelo de Vila Boim foi dos poucos castelos que durante este período acabou por ser totalmente destruído.
Em 2014, o local do Castelo de Vila Boim foi integrado num novo projeto do Ministério da Defesa Nacional, criado com o apoio do Turismo de Portugal, chamado Turismo Militar, que apresenta roteiros históricos baseados em heróis portugueses[carece de fontes?].